# Andrei da Silva Camargo
Andrei da Silva Camargo (* 6. února 1988, Bento Gonçalves, Brazílie) je brazilský fotbalový záložník. V současnosti působí v AFC Tubize ve druhé belgické lize.

## Kariéra
Mladého Brazilce si trenér Ščasný vyhlédl v brazilském klubu Guabiruba Cálcio. Na podzim 2006 hrál hlavně za divizní B-tým. V zimě 2007 odešel na hostování do druholigových Blšan, ze kterého se v létě 2007 vrátil do FK Baník Most, kde stále působí.